# Дворянство мантии
Дворянство мантии (фр. la noblesse de robe) — в дореволюционной Франции название дворянства, образовавшегося из лиц судебной профессии, получивших от короля дворянский патент за гражданскую службу, в отличие от потомственной знати рыцарского происхождения — дворянства шпаги (noblesse d’épée). Существовало с 1600 года.
Патент мог покупаться за деньги, поэтому формулировка дворянство мантии часто имела уничижительную коннотацию.